# Барышевский район
Ба́рышевский райо́н (укр. Ба́ришівський райо́н) — упразднённая административно-территориальная единица в восточной части Киевской области Украины. Административный центр — пгт Барышевка.

## География
Район граничит на севере с Бобровицким районом Черниговской области, на юге — с Переяслав-Хмельницким, на западе — с Броварским и Бориспольским, на востоке — со Згуровским и Яготинским районами Киевской области.
Основные реки — Трубеж, Красиловка, Ильта, Недра.

## История
В XII веке Барышевка испытала опустошительное нападения монголо-татар. Отстроили её во второй половине XVI века казаки, беглые крестьяне и ремесленники из Ходорова, Ржищева, странности и других городов и сел Правобережья. В летописях XVII века Барышевка упоминается как важный укрепленный пункт. Местные жители участвовали в крестьянских восстаниях под руководством Тараса Трясило.
Переселенцами с Правобережной Украины, которые бежали сюда от гнета феодалов, в начале XVII в. был основан город Березань. Впервые он упоминается в деловых бумагах Киевского воеводства за 1616
В течение 1937 Березань была районным центром, а с 30 июня 1994 ему присвоен статус города областного подчинения. Территория населенного пункта Березань — 0,33 км², что составляет 0,12 % общей площади Киевской области.
Район образован в 1965 году.

## Демография
Городское население Барышевского района составляет 11,3 тысячи человек, сельского — 29,7 тысячи человек. Количество пенсионеров составляет 12 800 человек, что составляет около 31,1 % от общей численности населения района. Плотность населения района — 42,9 чел / км². Рождаемость в районе 4 детей на 1000 жителей, а смертность составляет 15 человек на 1000 жителей. Этнический состав: украинцы 38,7 тыс. Человек (94,2 %), русские 2 тыс. человек (4,8 %), белорусы 200 человек (0,5 %) и другие вместе всего 200 человек (0,5 %).

## Административное устройство
Количество советов:
- поселковых — 1
- сельских — 25

Количество населённых пунктов:
- посёлков городского типа — 1
- сёл — 37
- посёлков сельского типа — 1

## Населённые пункты
Полный список населённых пунктов района, упорядоченный по алфавиту, находится внизу страницы
| - Барышевский поселковый совет пгт Барышевка село Пасечная село Швачиха - Бзовский сельский совет село Бзов - Веселиновский сельский совет село Веселиновка - Волошиновский сельский совет село Волошиновка село Борщёв село Устинкова Гребля село Шёлковое - Дерновский сельский совет село Дерновка село Хлопков - Коржевский сельский совет село Коржи - Корнеевский сельский совет село Корнеевка - Лехновский сельский совет село Лехновка - Лукашевский сельский совет село Лукаши - Лукьяновский сельский совет село Лукьяновка - Масковецкий сельский совет село Масковцы - Морозовский сельский совет село Морозовка - Недрянский сельский совет село Недра - Остролучский сельский совет село Остролучье | - Парышковский сельский совет село Парышков село Червоноармейское - Перемоговский сельский совет село Перемога - Пилипчанский сельский совет село Пилипче - Подольский сельский совет село Подолье село Малая Тарасовка - Рудницкий сельский совет село Рудницкое - Садовский сельский совет посёлок Садовое - Сезенковский сельский совет село Сезенков село Власовка - Селичевский сельский совет село Селичевка - Селищенский сельский совет село Селище - Семёновский сельский совет село Семёновка село Леляки - Яблоневский сельский совет село Яблоневое село Дубовое село Григоровка село Хмелевик - Ярешковский сельский совет село Ярешки |

## Достопримечательности
- Барышевский краеведческий музей
- Музей Тараса Шевченко (Барышевка)
- Мемориал «Барышевский котёл» (с. Борщёв)
- Веселиновское городище (с. Веселиновка)
- Музей Борщевских боев (с. Волошиновка)
- Историко-краеведческий музей (с. Коржи)
- Церковь в честь Рождества Иоанна Крестителя (с. Лехновка)
- Церковь Архистратига Михаила (с. Лукаши)
- Свято-Вознесенский храм (с. Лукьяновка)
- Историко-краеведческий музей (с. Морозовка)
- Свято-Николаевский храм (с. Остролучье)
- Церковь рождества Богородицы (с. Перемога)
- Историко-краеведческий музей (с. Перемога)
- Церковь святой великомученицы Ирины (с. Пилипче)
- Свято-Покровская церковь (с. Подолье)
- Свято-Воскресенская церковь (с. Рудницкое)

Охраняемые природные территории
- Парк-памятник садово-паркового искусства «Альта» (Подольский сельский совет)
- Ботанический заказник «Бакумовский» (Парышковский сельский совет)
- Ботанический заказник «Дубина» (Семёновский сельский совет)
- Комплексный памятник природы «Выбла могила» (Семёновский сельский совет)
- Гидрологический заказник «Подольский» (Масковецкий и Подольский сельские советы)
- Лесной заказник «Борщевский» (Коржевский сельский совет)

## Известные люди
- Сердюк, Александр Иванович (1900—1988) — актер, режиссёр театра и кино, народный артист СССР.